# 松山城放火事件

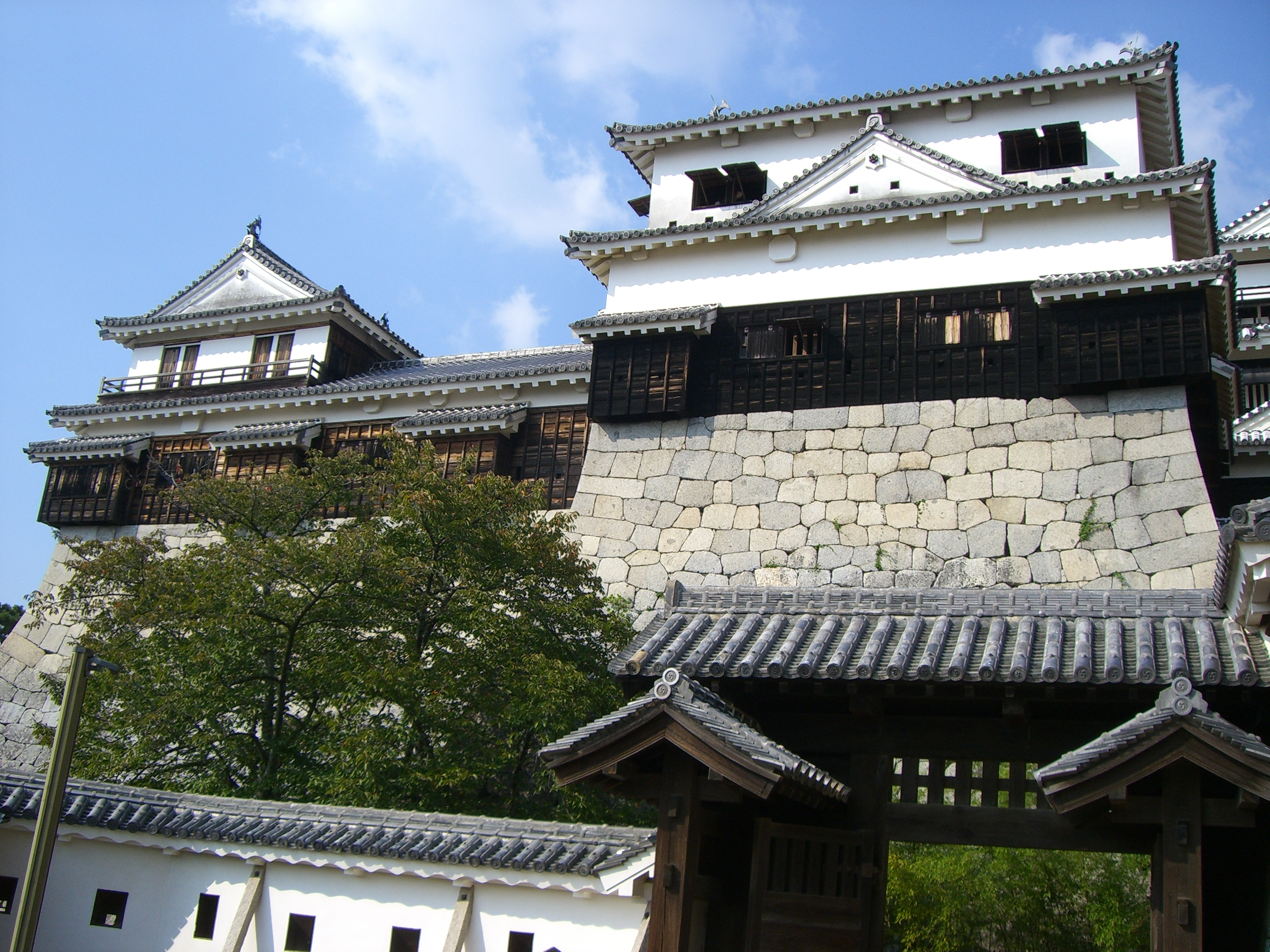
上にある小天守や北隅櫓などが被害を受けた（戦後再建）

松山城放火事件（まつやまじょうほうかじけん）は、1933年（昭和8年）7月9日に愛媛県松山市の松山城が放火され焼失した事件。この放火犯人は他にも多くの建物を放火しており、別名を「西日本13府県連続放火事件」ともいう。

## 事件の概要

### 松山城放火事件
放火犯が最初の犯行に及んだのは1932年（昭和7年）9月15日のことで、まず道後温泉にある道後ホテルが炎上し、19時間後には近くの曹洞宗護国山・義安寺も炎上した。当初警察は失火か放火かを断定していなかったにもかかわらず、地元新聞社は放火によるものと憶測記事を掲載した。これは松山のシンボルである松山城が標的にされることを恐れて警鐘のためであったが、不幸にもそれが現実になった。
そして1933年（昭和8年）7月9日、放火により松山城小天守閣やぐら付近から出火。全市の消防隊が動員されたほか警官隊、青年団、在郷軍人会、松山連隊などが総出で消火にあたった。天守は類焼を免れたが、小天守・南北隅櫓・多聞櫓が焼失した。その後地元紙「海南新聞」（現在の愛媛新聞）に対し、放火犯からと思われる手口を詳細にしるした手紙が寄せられるようになったが、犯人はなかなか判明しなかった。

### 西日本13府県連続放火事件
犯人は1932年（昭和7年）から1936年（昭和11年）までの4年間に45箇所（有罪となったのは37箇所）に放火し、被害額120万円を与えた。放火したのは寺院や学校などの大きな建物で、松山城のほか和歌山県の天理教和歌山教務支庁、那覇の沖縄県立第二高等女学校が焼失した。また熊本県では列車妨害事件を引き起こしていた。
全焼など被害の大きかった建物 - 松山市・道後ホテル別館、同・義安寺本堂、高知市・米人宣教師宅、久留米市・水天宮御守札授与所、八代市・真宗専西寺本堂、大牟田市・金光教四つ山教会本館と人家4戸、長崎市・西中町カトリック教会と民家10棟17戸、同・西坂小学校、有田町・禅宗桂雲寺庫裏、同・外尾尋常小学校、武雄町・禅宗広福寺本堂、佐賀市・天理教大教会4棟、同・石油倉庫、同・循智小学校校舎２棟、久留米市・天理教会教堂、同・真宗本雲寺本堂、弥富村 (熊本県)・真言宗竜禅院本堂、竹田町・真言宗光西寺、別府市・地獄極楽堂、宇和島町・明倫小学校校舎4棟、八幡浜市・6戸2階建て長屋式住宅、和歌山市・天理教会支庁2棟、堺市・天理教会支庁、堺市立錦綾小学校校舎3棟、豊岡町・豊岡尋常小学校校舎2棟、鹿児島市・山下尋常小学校など

## 犯人逮捕
熊本県警察は放火現場に血と膿が付着した紙くずから犯人の特定に成功。おりしも愛媛県に朝香宮訪問に伴う厳戒体制にあった1936年（昭和11年）5月に宇和島市に偽名で宿泊中の古川某（当時34歳）を逮捕した。古川は当時梅毒に罹患しており、そのため手足から血膿がふいていた。逮捕後西日本各地で学校や寺院などに対する45件の放火と列車妨害にくわえ8件の窃盗を自供し、動機として「火を見ると興奮する」や「焼けば大工や左官の仕事がふえる」など屈折した心理が垣間見えていた。

## 犯人の背景
犯人の男性は1902年（明治35年）に福井県勝山で生まれたが、家庭環境に恵まれず、そのため少年の時代から常習的に窃盗を繰り返しており、連続放火犯として逮捕されたときには前科7犯で刑務所と一般社会を往復していた人生であった。20歳のときには徴兵検査を受けず憲兵に追われ、翌年逮捕された。連続放火事件前に、らい病に罹患したと思い込み、巡礼八十八カ所で知られる四国を訪れた。連続放火の途中の1933年（昭和8年）には那覇の呉服店から着物50着余を盗み逮捕され、那覇刑務所に2年間服役、釈放後台湾に渡り、高雄署で浮浪罪で半年近く収監され、帰国後放火を再開、宇和島城に放火するため宇和島に舞い戻ったところを逮捕された。
一連の放火で犠牲者は出ていなかったが、1937年11月12日に松山地裁は刑法の放火罪では最高の死刑を宣告し、2審の広島控訴院（現在の広島高裁）も控訴を棄却し、1939年9月15日に広島刑務所で死刑が執行された。

## その他
- 1949年（昭和24年）2月27日、松山城は精神病患者（出典ママ）のたき火により出火。門や櫓などが消失したが天守閣は無事であった[2]。

## 参考資料
- 『明治・大正・昭和・平成　事件・犯罪大事典』、東京法経学院出版、2002年

## 関連書
- 『犯罪調書』井上ひさし、集英社（1984）
- 『放火魔』 客野澄博、東京法経学院出版 (1986)
- 『事件論』芹沢俊介、平凡社新書（2001）